# شهرداری ماسالاتسا
شهرداری ماسالاتسا (به لاتین: Mazsalaca Municipality) تلفظ [ˈmɑs:ɑlɑtsɑ] () یک شهرداری در لتونی است. شهرداری ماسالاتسا ۴٬۰۴۲ نفر جمعیت دارد.